# Загризи ме јако
Загризи ме јако је деби студијски албум српског поп певача Бојана Милановића издат 1989. године за хрватску издавачку кућу Панонија концерт. Музику је радио сам певач, затим Ладислав Чани, Б.Поповић и француски композитор Жорж Лунгини (песма Кад душа замире). Текстове песама је писао сам певач.

## Списак песама
1. Нема ме
2. Требам те
3. Сњежана
4. Понеси ме на крилима
5. Кад душа замире
6. Вучица
7. Кад само једно љуби
8. Луталица
9. Проклета тишина
10. Загризи ме јако